# Bintang Bener (Ketambe)
Bintang Bener is een bestuurslaag in het regentschap Aceh Tenggara van de provincie Atjeh, Indonesië. Bintang Bener telt 320 inwoners (volkstelling 2010).